# Xanthoparmelia atroventralis
Xanthoparmelia atroventralis är en lavart som först beskrevs av Hale, och fick sitt nu gällande namn av Hale. Xanthoparmelia atroventralis ingår i släktet Xanthoparmelia och familjen Parmeliaceae.   Inga underarter finns listade i Catalogue of Life.